# (5256) Farquhar
(5256) Farquhar est un astéroïde de la ceinture principale.

## Description
(5256) Farquhar est un astéroïde de la ceinture principale. Il fut découvert le 11 juillet 1988 à l'observatoire Palomar par Eleanor Francis Helin, Celina Mikolajczak et Robert Francis Coker. Il présente une orbite caractérisée par un demi-grand axe de 2,55 UA, une excentricité de 0,20 et une inclinaison de 14,9° par rapport à l'écliptique.

## Compléments